# Antonia Oschmautz
Antonia Oschmautz (11 de enero de 2001) es una deportista austríaca que compite en piragüismo en la modalidad de eslalon.
Ganó dos medallas en el Campeonato Europeo de Piragüismo en Eslalon, plata en 2021 y bronce en 2020, ambas en la prueba de K1 por equipos.

## Palmarés internacional
| Campeonato Europeo | Campeonato Europeo      | Campeonato Europeo | Campeonato Europeo |
| Año                | Lugar                   | Medalla            | Competición        |
| ------------------ | ----------------------- | ------------------ | ------------------ |
| 2020               | Praga (República Checa) | Medalla de bronce  | K1 por equipos     |
| 2021               | Ivrea (Italia)          | Medalla de plata   | K1 por equipos     |